# Вафс (Марказі)
Вафс (перс. وفس) — село в Ірані, у дегестані Есфандан, у Центральному бахші, шахрестані Коміджан остану Марказі. За даними перепису 2006 року, його населення становило 1607 осіб, що проживали у складі 509 сімей.

## Клімат
Середня річна температура становить 10,05 °C, середня максимальна – 28,66 °C, а середня мінімальна – -11,70 °C. Середня річна кількість опадів – 267 мм.
| Клімат поселення                              | Клімат поселення | Клімат поселення | Клімат поселення | Клімат поселення | Клімат поселення | Клімат поселення | Клімат поселення | Клімат поселення | Клімат поселення | Клімат поселення | Клімат поселення | Клімат поселення | Клімат поселення |
| Показник                                      | Січ.             | Лют.             | Бер.             | Квіт.            | Трав.            | Черв.            | Лип.             | Серп.            | Вер.             | Жовт.            | Лист.            | Груд.            |                  |
| Середній максимум, °C                         | 3,98             | 5,86             | 9,64             | 16,54            | 21,66            | 27,14            | 28,66            | 28,42            | 23,65            | 17,48            | 11,03            | 5,30             |                  |
| Середня температура, °C                       | −3,86            | −1,98            | 1,78             | 8,70             | 13,82            | 19,31            | 23,37            | 23,14            | 18,36            | 12,19            | 5,75             | 0,01             |                  |
| Середній мінімум, °C                          | −11,7            | −9,82            | −6,06            | 0,86             | 5,97             | 11,46            | 18,08            | 17,87            | 13,08            | 6,90             | 0,46             | −5,28            |                  |
| Норма опадів, мм                              | 36               | 35               | 48               | 40               | 36               | 6                | 1                | 1                | 0                | 9                | 22               | 33               |                  |
| Середньомісячна швидкість вітру, м/с          | 1.76             | 2.35             | 2.79             | 2.97             | 2.43             | 2.28             | 2.28             | 2.14             | 2.03             | 1.98             | 1.61             | 1.56             |                  |
| Середньомісячна сонячна радіація, кДж/м²·день | 8802             | 11673            | 14409            | 17971            | 22094            | 26886            | 26111            | 23984            | 20725            | 15091            | 10615            | 8435             |                  |
| --------------------------------------------- | ---------------- | ---------------- | ---------------- | ---------------- | ---------------- | ---------------- | ---------------- | ---------------- | ---------------- | ---------------- | ---------------- | ---------------- | ---------------- |
| Джерело:                                      |                  |                  |                  |                  |                  |                  |                  |                  |                  |                  |                  |                  |                  |